# Kondensat wodno-olejowy
Kondensat wodno-olejowy jest określany jako ciecz powstała z pary wodnej i aerozoli olejowych zawartych w sprężonym powietrzu wytworzonym przez sprężarkę z wtryskiem oleju do komory sprężania. Powstaje ona wskutek spadku temperatury lub w wyniku wzrostu ciśnienia powietrza.
Kondensat wodno-olejowy powstaje w następujących urządzeniach systemu sprężonego powietrza:
- chłodnica końcowa sprężarki powietrza,
- separator wody,
- rury systemu sprężonego powietrza,

- osuszacz ziębniczy,

- filtry sprężonego powietrza,
- zbiornik sprężonego powietrza

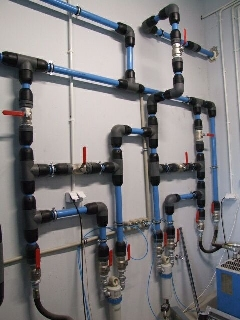
Rury systemu sprężonego powietrza

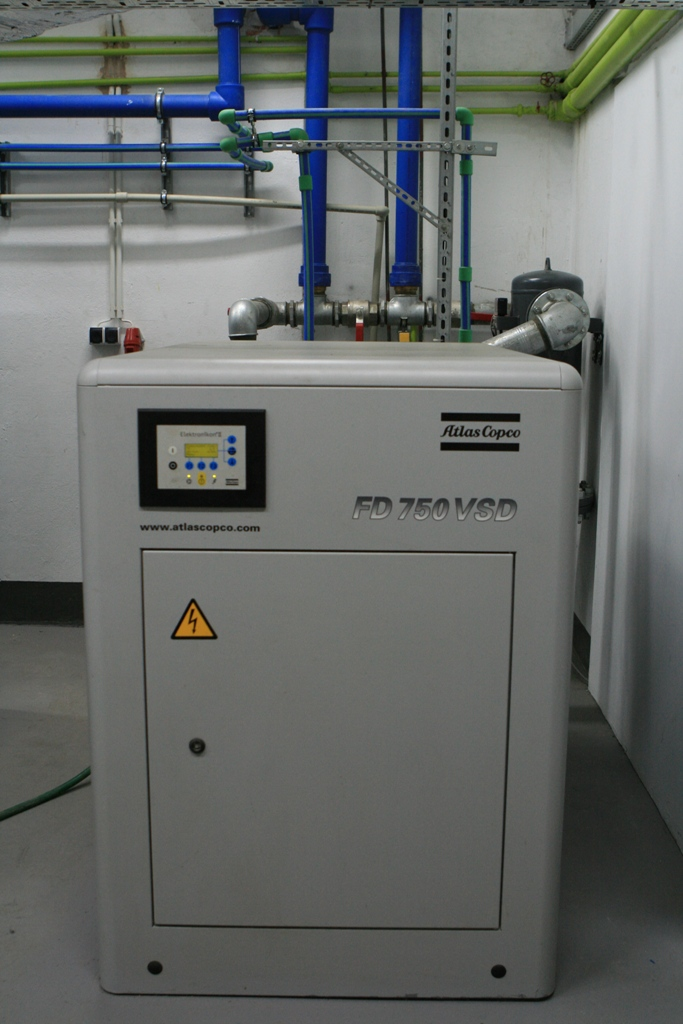
Osuszacz ziębniczy

Typowy proces powstawania kondensatu w systemie sprężonego powietrza przedstawia się następująco:
W procesie wytwarzania sprężonego powietrza sprężarka zasysa powietrze z otoczenia, wraz z którym do sprężarki wpływa para wodna oraz inne zanieczyszczenia (pary węglowodorów, fazy gazowe substancji chemicznych, kurz). Dodatkowo większość sprężarek powietrza wymaga wtrysku oleju do komory sprężania (pełni on funkcję uszczelniającą i chłodzącą). Po sprężeniu powietrze ma wysoką temperaturę i w celu schłodzenia jest kierowane do chłodnicy końcowej zazwyczaj wyposażonej w odśrodkowy separator wodny. W miarę obniżania temperatury powietrza w chłodnicy następuje skroplenie pary wodnej i par węglowodorów. Dodatkowo w separatorze wodnym następuje mechaniczna separacja ze sprężonego powietrza wody w postaci kropel. Dalsze skraplanie par wody i węglowodorów zawartych w powietrzu następuje w osuszaczu ziębniczym lub w systemie rur rozprowadzających, gdzie następuje kolejne ochłodzenie powietrza. Kondensat powstaje również w filtrach koalescencyjnych oraz zbiorniku sprężonego powietrza. Żeby nie dopuścić do uszkodzenia odbiorników sprężonego powietrza lub produktów końcowych substancja ta powinna zostać usunięta z systemu sprężonego powietrza.

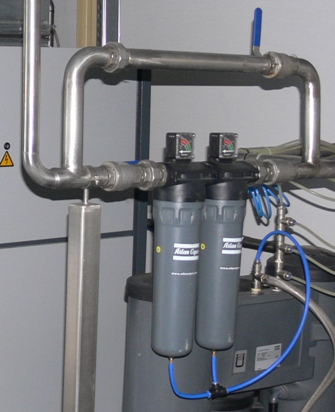
Filtry koalescencyjne sprężonego powietrza

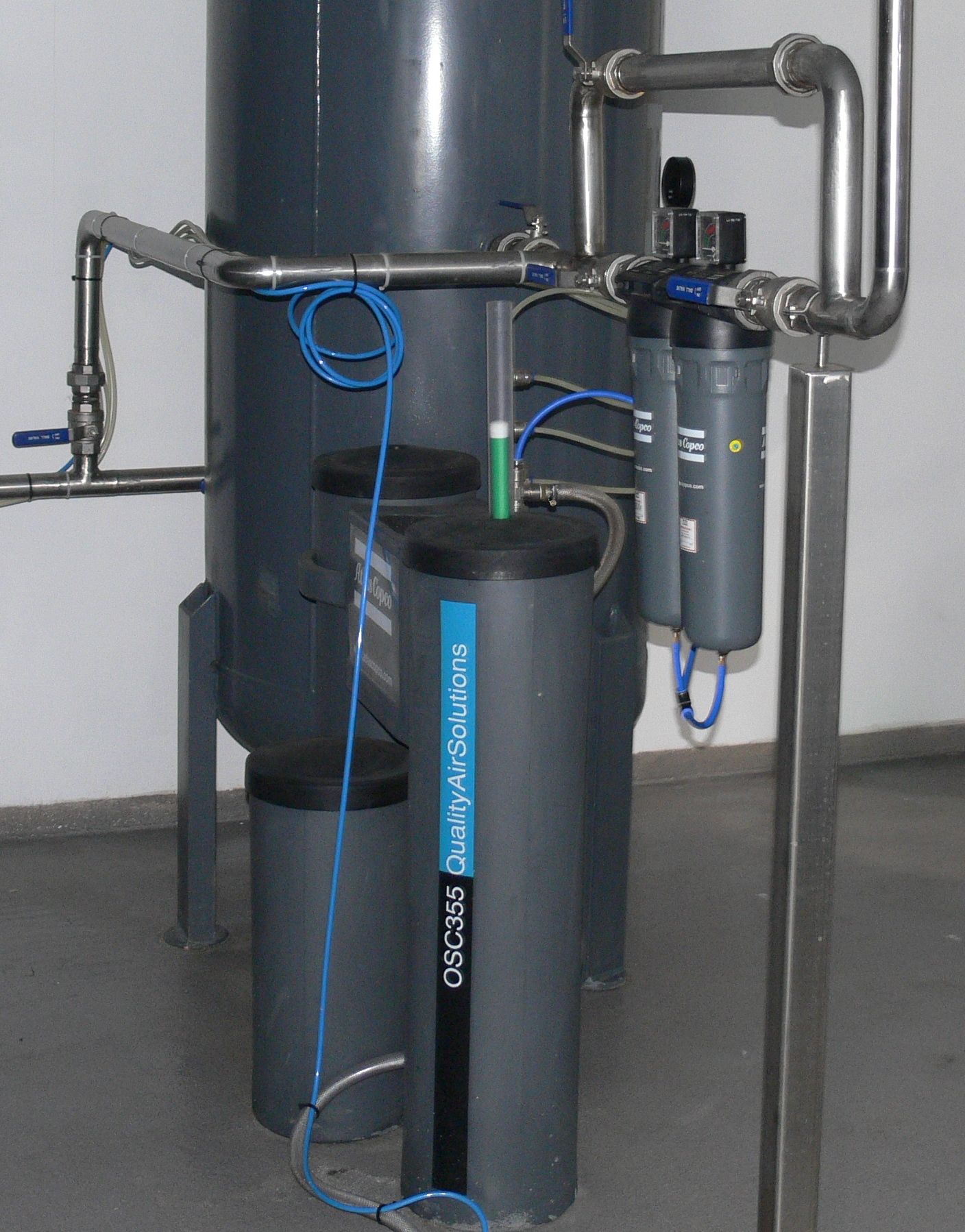
Separator wodno-olejowy

Kondensat wytwarzany przez urządzenia sprężonego powietrza występuje jako:
- kondensat niestabilny
- kondensat zemulgowany

Kondensat sprężonego powietrza jest najczęściej tzw. kondensatem „niestabilnym” i składa się w ok. 99% z wody i 1% oleju (pochodzącego z systemów smarowania sprężarek).
Kondensat zemulgowany „stabilny” ma postać emulsji stałej, która czasami może powstać przy stosowaniu szczególnych rodzajów oleju w układach smarowania niektórych sprężarek.
Przepisy prawne dotyczące ochrony środowiska kategorycznie zabraniają odprowadzania do otoczenia odpadów olejowych i chemicznych. Dotyczy to również kondensatu wodno-olejowego wytwarzanego w systemie sprężonego powietrza, który przed odprowadzeniem do kanalizacji sanitarnej powinien zostać odpowiednio oczyszczony.
Ilość węglowodorów ropopochodnych (oleju) w odprowadzanym kondensacie jest ściśle określona i zgodnie z obowiązującym w Polsce prawem wynosi 15 mg/l. Ponieważ ich zawartość w nieoczyszczonym kondensacie jest znacznie wyższa, powinien zostać odpowiednio uzdatniony.
Najpopularniejszym sposobem uzdatniania kondensatu jest separacja oleju w specjalnie do tego przeznaczonych urządzeniach zwanych separatorami wodno-olejowymi.